# João Pedro Matos Fernandes
João Pedro Soeiro de Matos Fernandes (Águeda, Águeda, 12 de dezembro de 1967) é um engenheiro civil e administrador de empresas português.
Foi ministro do Ambiente e da Ação Climática de Portugal. Inicialmente ministro do Ambiente, a 15 de outubro de 2018 acumulou a pasta do Ambiente com a da Transição Energética, que saiu do Ministério da Economia.

## Biografia
Licenciou-se em Engenharia Civil, pela Faculdade de Engenharia da Universidade do Porto em 1991 (opção de Planeamento Territorial) e concluiu o Mestrado em Transportes, no Instituto Superior Técnico, em 1995.
Entre 1990 e 1995 foi técnico superior na Comissão de Coordenação e Desenvolvimento Regional do Norte, na área do Ordenamento do Território, tendo sido o coordenador do sector dos transportes. Chamado para adjunto do Secretário de Estado dos Recursos Naturais, em 1995, assumiu em 1997 a função de chefe de gabinete do Secretário de Estado Adjunto da Ministra do Ambiente, entre 1997 e 1999.
Depois da experiência no governo, tornou-se administrador da consultora de projetos de desenvolvimento Quarternaire Portugal, entre 1999 e 2005.
Foi vogal do Conselho da Administração dos Portos do Douro e Leixões, entre abril de 2005 e maio de 2008 e presidente do Conselho de Administração da Admistração da mesma empresa, até maio de 2012. Subsequentemente assumiu o cargo homólogo no Porto de Viana do Castelo, desde a sua criação (janeiro de 2009) até maio de 2012. Também foi Presidente da Associação dos Portos Portugueses, entre abril de 2008 e abril de 2010.
Foi docente do Instituto Superior Técnico (Infraestruturas) e do Instituto Superior de Transportes (Impactes Energéticos e Ambientais dos Transportes).
Depois da passagem por Moçambique — exerceu, entre junho de 2012 e dezembro de 2013, a função de assessor  do  Conselho  de  Administração das empresas Terminais do Norte e Portos do Norte (Grupo Manica), incluindo funções de gestão do Porto de Nacala em Moçambique — foi nomeado presidente do Conselho de Administração da Águas do Porto, em janeiro de 2014.
Em 2015 deixou a Águas do Porto para ingressar no XXI Governo Constitucional como Ministro do Ambiente.
Em 2016, Portugal foi pioneiro no compromisso de atingir a neutralidade carbónica em 2050. Além de ser o primeiro país a assumir este compromisso, durante os mandatos de João Pedro Matos Fernandes a produção de eletricidade a partir de fontes renováveis atingiu 60% do consumo final e foram encerradas as duas centrais a carvão (em Sines e no Pego, oito anos antes do previsto). Durante a sua governação, as emissões de dióxido de carbono caíram 32% face a 2005.
Entre junho e agosto de 2018, por decisão do seu ministério, foi realizada a limpeza do leito do Tejo em Vila Velha de Ródão, uma operação inédita de retirada de sedimentos do leito de um rio.
Em 2019, o seu Ministério financiou a maior redução de sempre do preço dos títulos dos transportes coletivos nas áreas metropolitanas, através do Programa de Apoio à Redução Tarifária nos Transportes (PART). No seguimento desta medida registou-se um aumento de 25% e 29% no número de passes mensais vendidos nos transportes coletivos nas áreas metropolitanas de Lisboa e do Porto, respetivamente.

## Vida pessoal
Foi casado com Isabel Marrana, que foi Chefe de Gabinete da Secretária de Estado do Ordenamento do Território e da Conservação da Natureza até Agosto de 2018.